# Stawiska (województwo pomorskie)
Stawiska (dodatkowa nazwa w j. kaszub. Stawiska; niem. Stawisken) – wieś kaszubska w Polsce na Pojezierzu Kaszubskim położona w województwie pomorskim, w powiecie kościerskim, w gminie Kościerzyna.
Stawiska usytuowane są nad Wierzycą i na południowym brzegu jeziora Zagnanie przy drodze wojewódzkiej . Wieś jest siedzibą sołectwa Stawiska o powierzchni 498,59 ha, w którego skład do 31.12.2012 wchodziła również miejscowość Szenajda.
W latach 1975–1998 miejscowość położona była w województwie gdańskim.